# Mairana

Mairana is een plaats in het departement Santa Cruz in Bolivia. Het is de hoofdplaats van de gemeente Mairana in de provincie Florida. 